# Anker-Laura
Anker-Laura was de merknaam van Laura Motoren uit Eygelshoven in Limburg. De fabriek werd in 1967 opgezet door de steenkoolmijnen Laura en Vereeniging als vervangende werkgelegenheid na de mijnsluitingen. Het betrof een verplaatsing van een bestaande bromfietsmotorenfabriek te Rotterdam. Na faillissement was de fa Pluvier in 1964 overgenomen door de Anker Kolen maatschappij. In 1968 - er werkten toen 200 personen - ging men een samenwerking aan met de Clinton Engine Corp. te Maquoketa. In 1970 volgde een uitbreiding en in 1972 werd de 500.000ste motor afgeleverd. Maar vervolgens kwamen moeilijke jaren, in 1978 volgde sluiting waarbij 107 personen hun baan verloren. 
De fabriek leverde inbouwmotoren aan Batavus, Sparta, Berini, Magneet en ook Solex behoorde tot hun klanten. Ook was er een buitenboordmotor in hun modellenpakket onder de naam Laura-Boatmaster. Verder leverde men Clinton-Laura motoren voor onder meer grasmaaimachines. Na de sluiting werd de hele fabriek verkocht naar Zuid-Korea.